# Omloop Het Nieuwsblad 2013
L'Omloop Het Nieuwsblad 2013, sessantottesima edizione della corsa, valido come evento dell'UCI Europe Tour 2013 categoria 1.HC, si svolse il 23 febbraio 2013 per un percorso di 198,9 km. Fu vinto dall'italiano Luca Paolini, che terminò la gara in 4h52'15" alla media di 40,83 km/h.
Furono 145 in totale i ciclisti che portarono a termine il percorso.

## Squadre partecipanti
| N.      | Cod. | Squadra                     |
| ------- | ---- | --------------------------- |
| 1-8     | BLA  | Blanco Pro Cycling Team     |
| 11-18   | OPQ  | Omega Pharma-Quickstep      |
| 21-28   | LTB  | Lotto-Belisol Team          |
| 31-38   | ALM  | AG2R La Mondiale            |
| 41-48   | BMC  | BMC Racing Team             |
| 51-58   | FDJ  | FDJ                         |
| 61-68   | LAM  | Lampre-Merida               |
| 71-78   | OGE  | Orica-GreenEDGE             |
| 81-88   | SKY  | Sky Procycling              |
| 91-98   | ARG  | Team Argos-Shimano          |
| 101-108 | GRS  | Garmin-Sharp                |
| 111-118 | VCD  | Vacansoleil-DCM             |
| 121-128 | TSV  | Topsport Vlaanderen-Baloise |

| N.      | Cod. | Squadra                      |
| ------- | ---- | ---------------------------- |
| 131-138 | AJW  | Accent.jobs-Wanty            |
| 141-148 | CRE  | Crelan-Euphony               |
| 151-158 | BSE  | Bretagne-Séché Environnement |
| 161-168 | CSS  | Champion System              |
| 171-178 | COF  | Cofidis, Solutions Crédits   |
| 181-188 | IAM  | IAM Cycling                  |
| 191-198 | KAT  | Katusha Team                 |
| 201-208 | SOJ  | Sojasun                      |
| 211-218 | EUC  | Team Europcar                |
| 221-228 | TNE  | Team NetApp-Endura           |
| 231-238 | MTN  | MTN-Qhubeka                  |
| 241-248 | VIN  | Vini Fantini-Selle Italia    |

## Ordine d'arrivo (Top 10)
| Pos. | Corridore           | Squadra        | Tempo    |
| ---- | ------------------- | -------------- | -------- |
| 1    | Luca Paolini        | Katusha Team   | 4h52'15" |
| 2    | Stijn Vandenbergh   | Omega Pharma   | s.t.     |
| 3    | Sven Vandousselaere | Topsport Vl.   | a 1'13"  |
| 4    | Geraint Thomas      | Sky Procycling | s.t.     |
| 5    | Greg Van Avermaet   | BMC Racing     | s.t.     |
| 6    | Marco Bandiera      | IAM Cycling    | s.t.     |
| 7    | Sylvain Chavanel    | Omega Pharma   | s.t.     |
| 8    | Jürgen Roelandts    | Lotto-Belisol  | s.t.     |
| 9    | Maarten Wynants     | Blanco         | s.t.     |
| 10   | Egoitz García       | Cofidis        | s.t.     |